# Park Chaoyang
Park Chaoyang (chiń. upr. 朝阳公园; chiń. trad. 朝陽公園; pinyin: Cháoyáng Gōngyuán) – park w Pekinie, położony w dzielnicy Chaoyang. Został utworzony w 1984 roku, jego powierzchnia wynosi 320 ha, z czego 68,2 ha zajmują zbiorniki wodne. Jest to największy park w mieście.
Na terenie parku znajduje się wiele miejsc rozrywki, m.in. dwa baseny odkryte, 75-metrowa wieża do skoków na bungee, przystanie żeglarskie, wesołe miasteczko, fontanny oraz boiska sportowe, w tym obiekt do siatkówki plażowej ze specjalnie sprowadzonym piaskiem z wyspy Hajnan, na którym rozgrywano zawody podczas Letnich Igrzysk Olimpijskich 2008. W 2007 roku ruszyła budowa największego diabelskiego młyna na świecie o wysokości 208 m. Inwestycję planowano zakończyć do końca 2010 roku, jednak z powodu problemów finansowych inwestora została ona w maju tegoż roku wstrzymana. 
W parku odbywają się koncerty i festiwale, m.in. Midi Modern Music Festival.